# Vladimír Boublík
Vladimír Boublík (ur. 16 listopada 1928, Mokrosuchy, zm. 25 września 1974, Klatovy) – czeski ksiądz katolicki i teolog. 

## Życiorys
Profesor i dziekan wydziału teologicznego Papieskiego Uniwersytetu Laterańskiego.
W 1952 udał się na emigrację i został alumnem rzymskiego Nepomucenum. Został wyświęcony na księdza w rzymskiej bazylice laterańskiej przez kard. Clemente Micarę 17 grudnia 1955. W 1959 uzyskał doktorat z teologii.